# Авит Вьеннский
Авит Вьеннский (Алким Экдикий Авит, известный также как Святой Авит или Авит из Вьенна; лат. Alcimius Ecdicius Avitus; ок. 451 — ок. 518) — святой, епископ Вьеннский (Бургундия).
От него дошло до нас 80 писем к франкским и бургундским королям и к нескольким епископам, а также дидактическая книга «De mundi Principio».
Авит Вьеннский почитается в качестве святого католиками и православными (день памяти — 5 февраля).

## Сочинения
- MGH. Auctores antiquissimi 6,2: Alcimi Ecdicii Aviti Viennensis episcopi Opera quae supersunt. Herausgegeben von Rudolf Peiper. Berlin 1883 (Digitalisat (недоступная ссылка)).
- Danuta Shanzer / Ian N. Wood. Avitus of Vienne. Letters and Selected Prose. Liverpool 2002. (Английский перевод всех писем, улучшения к критическому MGH-изданию.)